# Meister der Veduten der Langmatt-Stiftung
Als Meister der Veduten der Langmatt-Stiftung wird ein Maler des Barock bezeichnet, der von ungefähr 1750 bis 1780 in Venedig  tätig war. Der namentlich nicht bekannte Künstler erhielt seinen Notnamen nach dreizehn von ihm gemalten Veduten, diese Bilder mit Ansichten der Stadt Venedig finden sich heute im Museum Langmatt in Baden in der Schweiz.
Bilder von Venedig und anderen italienischen Städten wurden fũr die schon zu Zeiten des Meisters zahlreichen, meist vermögenden Besucher Italiens gemalt. Das Erstellen solcher Andenken, das heute unter dem Begriff der Vedutenmalerei zusammengefasst wird, verschaffte einigen Malern in Venedig, Rom und Florenz, darunter auch heute noch berühmten Malern wie dem Venezianer Canaletto ein gutes Auskommen. Einige der im Museum Langmatt zu findenden Bilder des Meisters der Veduten der Langmatt-Stiftung lehnen sich an Vorbilder anderer venezianischer Vedutenmaler wie eben Canaletto an.
Weitere dem Meister zugeschriebene Bilder finden sich meist in Privatbesitz, einige wenige Werke sind der Öffentlichkeit zugänglich gemacht wie ein Bild in der Sammlung Thyssen-Bornemisza in  Madrid. Alle zeigen hohe handwerkliche Fertigkeit und detailgetreue Perspektive. Zwar lehnen sich viele Bilder an Motive anderer Maler an, jedoch erweitert der Meister seine Bilder mit eigenen persönlichen Beobachtungen und Figuren. Einige Aspekte der Malweise dieses Künstlers, wie seine typische Darstellung von grünblauem Wasser mit weißen Strichen als Schaum scheinen spätere Vedutenmaler in Venedig nachzuahmen.
Es wurde vorgeschlagen, dass der Meister der Veduten der Langmatt-Stiftung  mit Apollonio Domenichini, genannt Il Menichino, identisch sei. Diese Identifizierung ist in der Forschung umstritten.